# Masters 26 Dijon-Bourgogne
Le Masters 26 Dijon-Bourgogne était un tournoi de golf qui s'est tenu chaque année de 2006 à 2009. Inscrit au calendrier du circuit européen de l'Alps Tour et du circuit français de l'AGF-Allianz golf Tour, il avait lieu au golf Jacques Laffite Dijon-Bourgogne, à Norges-la-Ville (Côte-d'Or).

## Palmarès
| Édition | Année | Date            | Lieu                                 | Dotation | Vainqueur          | Score       |
| ------- | ----- | --------------- | ------------------------------------ | -------- | ------------------ | ----------- |
| 4e      | 2009  | 27-30 mai       | Golf Jacques Laffite Dijon-Bourgogne | 45 000 € | Baptiste Chapellan | 282 (-6) *  |
| 3e      | 2008  | 14-17 mai       | Golf Jacques Laffite Dijon-Bourgogne | 45 000 € | Cédric Menut       | 275 (-13) * |
| 2e      | 2007  | 27-28 septembre | Golf Jacques Laffite Dijon-Bourgogne | 40 000 € | Sarel Son-Houi     | 140 (-4)    |
| 1e      | 2006  | 12-14 octobre   | Golf Jacques Laffite Dijon-Bourgogne | 40 000 € | Ulf Wendling       | 207 (-9) *  |

(*) Victoire en play-off. En 2009 Baptiste Chapellan (France) bat Jorge García Fernandez (Espagne) et Marco Guerisoli (Italie). En 2008 Cédric Menut (France) bat Anthony Grenier (France). En 2006 Ulf Wendling (Autriche) bat Jeremy Kirkland (France).